# 터미네이터 3
《터미네이터 3: 라이즈 오브 더 머신》(영어: Terminator 3: Rise of the Machines)는 SF 액션 영화로 터미네이터 시리즈 중 3번째 영화 작품이다. 2003년에 개봉하였다.

## 줄거리
10여 년 전 미래로부터 파견된 강력한 T-1000의 살해 위협에서 벗어난 미래의 인류저항군 지도자 존 코너는 어머니 사라 코너가 죽고 나서 모든 재산을 버리고 은둔의 길을 택해 다가올 위협에 준비하며 홀로 살아가고 있었다. 자신에 대한 모든 기록을 지워버리고 사는 것, 그것만이 스카이넷이라는 최첨단 네트워크의 추적을 피하기 위한 유일한 방법이었기 때문이다. 기계들의 반란을 이끌어 인류를 멸망시키려 했던 고도로 발달된 기계들의 네트워크 스카이 넷... 그들의 목표는 미래 인간들의 지도자가 존 코너가 성장하기 전에 그를 암살해서 기계들이 세상을 지배하는 운명의 날을 맞이하는 것이었다.
스카이넷의 치밀한 추적과 고도의 테크놀로지 앞에서 존 코너의 평화는 오래가지 못했다. 미래에서 새로운 암살자를 파견했기 때문이다. 스카이 넷은 무적이라고 생각했던 최고의 암살기계 T-1000이 파괴되고 나서 그보다 더 발전된 형태인 터미네트릭스, 일명 T-X를 개발하여 과거로 파견했다. T-X는 섹시하고 아름다운 외모와 함께 냉혹하고 잔인한 성격을 갖고 있는 최첨단의 여성 기계로봇이다. T-X는 스카이 넷의 고도로 발달된 과학력이 총집결한 최고의 창조물로 T-1000에 보다 뛰어난 지능과 엄청난 공격력을 첨부시켰다. T-X의 파괴력은 이루 말할 수 없을 정도로 위력적이었고 게다가 모든 기계장비들을 파괴하거나 제어할 수 있는 능력을 갖고 있었다.
가장 상위개체로서의 기계 능력을 갖고 있는 그녀는 주변의 모든 기계들을 파괴하거나 본인의 마음대로 조종할 수가 있다.
상상을 초월하는 강력한 T-X에 맞서 존 코너가 살아남기 위해 믿을 수 있는 것은 유일한 인간 측 리프로그램된 전투 병기 구형 터미네이터, T-850(아놀드 슈왈제네거 분)뿐이다. 하지만 10여 년 전 T-800은 이미 용광로로 사라져 흔적 없이 사라지고 난 후, 미래에도 존재하지 않게 되었다.
존 코너는 자신의 어머니인 사라 코너가 죽은후 집과 신용카드, 핸드폰, 직업등 모든 것을 버리고 살아온다.
T-X는 타임머신을 통해 과거로 온 후 한 여성의 랙서스 차를 강탈하고 핸드폰의 전파해킹기술로 타겟 22명 중 존코너가 있는 지역의 8명의 타겟을 목표로 잡는다. (전에 터미네이터가 타겟을 찾는 방식인 전화번호부, 일반전자기계를 통해서 타겟을 확보하는 방식과는 완전다른방식이다. 영화상의 장면에서 핸드백에서 핸드폰을 꺼내 핸드폰번호를 7752를 누르고 알 수 없는 전파를 듣거나 혹은 보내는 어떠한 방식으로 타겟리스트를 잡는데 7752는 아마도 개발중인 스카이넷으로부터 정보를 얻기위한 비밀코드로 보인다.) 또한 저항군 측에서도 과거에 T-800보다 좀 더 발전된 T-850을 보내게 된다. T-850은 나이트클럽에서 옷을 입은 뒤 차를 타고 임무를 수행하게 된다.
(T-X는 자신과 가장 가까운 타겟 몇 명을 죽이고 다음 타겟을 존 코너가 아닌 케이트 브루스터를 잡게 된다. 과거에 존 코너가 은둔 생활을 함으로써 미래에 남게 되는 기록인 사는 장소를 알 수 없었기 때문에 존 코너가 아닌 케이트 브루스터가 타겟이 되었다. 영화 대화장면중 T-850은 존 코너가 스카이넷이 원하는 건 자신이 아니냐고 묻자 살고있는 주소를 알 수 없어 2번째 타겟인 케이트 브루스터가 되었다고 언급하고 있다.)
때 맞춰 약물중독에 시달렸던 존 코너는 케이트가 운영하는 동물병원에서 케이트를 만나게 된다. 하지만 T-X가 이미 동물병원으로 와서 케이트를 노리고 들어왔지만 극적인 타이밍으로 T-850에게 구출된다. 하지만 T-X의 플라즈마 공격에 T-850은 작동이 잠시 정지되고 T-X는 차를 원격조종으로 존 코너와 케이트를 쫓기 시작한다. 하지만 역시 T-850의 방해로 존 코너와 케이트는 구출된다.
존 코너는 T-850에게 심판의 날은 멈춘게 아닌 연기된 것이란 것을 알게 된다. 또한 T-850은 T-X가 자신보다 더 강하고 빠르고 더 지능적인 살인기계 이면서도 다른 터미네이터를 죽일 수 있게 디자인 되었다고 말한다. T-850은 케이트가 저항군이자 존 코너의 아내 부사령관이고 2032년 7월 4일에 존 코너를 암살하는데 성공하는데 존 코너가 어렸을 적 경험으로 인해 자신의 모델과 감정이 일치하기 때문에 암살하는데 선택되어 암살하는데 성공하지만 저항군에게 잡혀 케이트에 의해 리프로그램 되어 과거로 온 것이라고 말한다.
존 코너와 케이트, 그리고 T-850은 프로몬트 공동묘지를 들리는데 그 중에 사라 코너가 있는 관에는 시체가 아닌 무기로 채워져 있다. 이는 사라 코너가 심판의 날이 멈추지 않았다는 것을 예측하고 이에 대비하기 위함이었다. 빅터빌 주유소에서 경찰의 위치 추적을 당해 다시 한번 위기가 찾아오고 T-X에게 쫓기지만 역시 T-850의 지혜 발휘로 위기를 모면한다.
T-850이 말한 T-X의 타겟 중 케이트의 아버지인 로버트 브루스터가 위험에 처했다는 것을 안 케이트는 아버지를 구해달라고 부탁한다. T-850은 임무가 위험해져 거절을 하지만 케이트를 명령을 받도록 프로그램 되어 있어 로버트 브루스터가 근무하는 CRS(cyber reasearch system)로 향하게 된다. 그러나 그곳에서 T-X는 로버트를 총으로 중상을 입히고, 크리스털 피크로 대피하라는 아버지의 말과 함께 T-850의 도움으로 대피하게 된다. T-850과 T-X의 전투에서 T-850은 T-X에 감염되지만 자신의 임무가 감염되어 있지 않게 자신을 통제하기 위해 스위치를 꺼버린다. 그 후에 크리스털 피크에서 T-850은 수소전지로 T-X와 자폭하면서까지 임무를 수행하게 된다.
하지만 존 코너는 그 곳이 스카이넷을 멈출 수 있는 곳이 아닌 VIP 대피소라는 것을 알게 된다. 이로써 심판의 날은 결국 막을 수 없었고 심판의 날이 시작됨으로써 끝이 난다.(T-850은 그 곳이 스카이넷을 멈출 수 있는 곳이 아니라는 사실을 알고 있었다.)

## 출연진
| 배우              | 역할                      |
| ----------------- | ------------------------- |
| 아놀드 슈왈제네거 | T-850                     |
| 닉 스탈           | 존 코너                   |
| 클레어 데인스     | 케이트 브루스터           |
| 크리스타나 로켄   | T-X                       |
| 데이비드 앤드류스 | 로버트 브루스터 공군 중장 |
| 얼 보엔           | 피터 실버먼 박사          |
| 마크 패밀리에티   | 스캇 메이슨               |

## 등장인물
T-850
T-800의 개량형(인간의 감정변화를 알 수 있음)으로 사라 코너가 죽고 홀로 남은 존 코너와 존 코너의 아내가 될
케이트 브루스터를 보호하기 위해 과거로 보내졌으며 나중에는 T-X때문에 존 코너와 케이트 부루스터
을 죽일 뻔했지만 다행히 통제에 성공하고 후반부에서는 T-X를 제거하기 위해 하나 남은 수소전지를 이용해 자폭하게 된다.
존 코너
과거에 T-1000으로부터 위기를 벗어나고 사이버다인사 폭파이후 심판의 날은 멈췄다고 생각했지만 완전히 믿지 않았던 존 코너는 혹시 모를 미래의 불안감에 자신의 어머니인 사라 코너가 죽은 다음 자신의 존재를 잊혀가기 위해 집, 핸드폰, 재산 등을 버리고 은둔생활을 하게 된다. 하지만 1997년에 사라 코너가 죽은 다음 6년후에 T-X의 습격으로 두 번째 위기에 빠지지만 T-850에 의해서 무사히 위기 모면을 하고 심판의 날을 멈춰보려고 했지만, 심판의 날은 막지 못하게 되며 심판의 날을 맞이하게 된다. 그는 나중에 저항군의 리더로서 테크-컴 사령관이 된다.
케이트 브루스터
13살때 존 코너와 첫 키스를 했던 중학교 동창이다. 원래 약혼자 스캇이 있었지만 T-X의 타겟리스트에 잡혀
살해 된다. 그러나 T-850에 의해 무사히 위기를 모면하게 되고 그녀는 나중에 존 코너의 아내이자 테크-컴 부사령관이 된다.
T-X
T-1000의 개조형이면서 최초 여성형 터미네이터로 T-1000이 할 수 없었던 만능 리모트 컨트롤을 할 수가 있으며
나중에 T-850에 의해 제거가 되지만 심판의 날을 시작하게 만들어내는 장본인이다.(T-900 또는 T-950의 프로토타입으로 추정하고 있다.)
로버트 브루스터
미국 공군 중장, 케이트 브루스터의 아버지. 스카이넷 시스템을 관리하는 사이버 연구소(CRS)의 무기 책임자이지만 T-X의해 살해 되면서 심판의 날을 멈추지 못하게 된다.
피터 실버만 박사
사라 코너와 카일 리스가 과다 망상증 이라고 미치게 만들던 인물로 그는 1편에서 카일 리스를 진단하기 위해 경찰서로 왔다 다시 나오는데 그 이후 대참사가 나게 되면서 그는 지금까지 살아 남았지만 그 이후 그의 운명이 어떻게 되었는지는 나오지 않았으나 팬들은 후반부의 심판의 날 장면에서 죽은 것 이라고 말하고 있다. (하지만 죽는 장면은 나오지 않는다.) 그리고 그는 터미네이터 3부작 중에서 유일하게 다 나온 인물이다.
스캇 메이슨
케이트 브루스터의 약혼자였지만 T-X의해 이용가치를 이유로 살해된다.
사라 코너
그녀는 미래의 테크-컴 사령관이 되는 존 코너의 어머니로서 존 코너를 보호하다가 1997년에 백혈병으로 죽게 되었지만 (하지만 죽는 장면은 나오지 않는다.) 후속작 터미네이터 셀베이션에서 목소리 녹음으로 다시 나온다.

## 한국판 성우진(SBS) (2004년 9월 29일)
- 이정구 - 터미네이터(아놀드 슈왈제네거)
- 故 김일 - 존 코너(닉 스탈)
- 이선 - 케이트 브루스터(클레어 데인스)
- 김아영 - T-X(크리스타나 로켄)
- 故 박상일 - 피터 실버만(얼 보엔)
- 이호인 - 로버트 브루스터(데이비드 앤드류스) / 경찰특공대장(맷 제랄드)
- 김영선 - 스캇(마크 패밀리에티) / 공군 연구원(크리스 하드윅)
- 임은정 - T-X의 희생자(캐롤린 헤네시) / 공군 연구원(헬렌 아이젠버그)
- 최문자 - 동물 병원 손님(모이라 해리스)
- 황윤걸 - 에드워드(킴 로빌라드) / 공군 연구원(초퍼 버넷)
- 원호섭 - 구조 대원(티모시 다울링)
- 양희문 - T-X의 희생자(로버트 알론조)
- 김용준 - 벨(마크 힉스) / 경관(제이 에코보네)

## 흥미로운 사실
- 삭제된 장면중 T-800혹은 T-850의 모델 101에 대한 내용이 나오는데 모델101은 윌리엄 캔디로 알려져 있다. 미국 공군 준장 중 한 명인 윌리엄 캔디란 사람이 CRS의 프로젝트에 대한 자신의 형태를 모델 101로 되는 장면으로 알려져 있다.
- T-X의 모델은 삭제된 장면에 등장하지 않았고 영화에서도 언급된 바는 없지만 영화에 나온 T-X의 형태는 Lisa Weinbaum 로 알려져 있다.(T2: Infiltrator에 등장한다)